# لیمبو (فیلم ۱۹۹۹)
لیمبو (انگلیسی: Limbo) یک فیلم سینمایی آمریکایی در ژانر فیلم درام به کارگردانی، نویسندگی، تهیه کنندگی و تدوین جان سیلس است که در سال ۱۹۹۹ منتشر شد.